# قلبي على ولدي (فلم)
قلبي على ولدي فيلم مصري تم إنتاجه عام 1953، من إخراج هنري بركات و بطولة كمال الشناوي و نزهة يونس و زكي رستم.

## فريق العمل

### تمثيل
- كمال الشناوي
- نزهة يونس
- زكي رستم
- شكري سرحان
- أمينة رزق
- فاخر فاخر
- سميحة توفيق
- كيتي
- علي الكسار
- ثريا فخري

### الفريق الفني
إخراج: هنري بركات

تأليف:
- يوسف عيسى (قصة)
- هنري بركات (سيناريو)
- بديع خيري (حوار)

إنتاج: لوتس فيلم (آسيا داغر)
1. ↑  "معلومات عن قلبي على ولدي (فيلم) على موقع imdb.com". imdb.com. مؤرشف من الأصل في 2018-12-25.

## وصلات خارجية
- مقالات تستعمل روابط فنية بلا صلة مع ويكي بيانات